# Radzieckie operacje w Dolinie Pandższiru
Radzieckie operacje w Dolinie Pandższiru – seria przeciwpartyzanckich operacji wojskowych przeprowadzona przez Armię Radziecką w czasie wojny w Afganistanie przeciwko mudżahedinom Szaha Masuda w Dolinie Pandższiru w latach 1980–1986. Chociaż widownią zażartych walk był w czasie tej wojny niemal cały Afganistan, to jednak Dolina Pandższiru pozostaje dziś ich najbardziej znanym, a zarazem typowym przykładem.

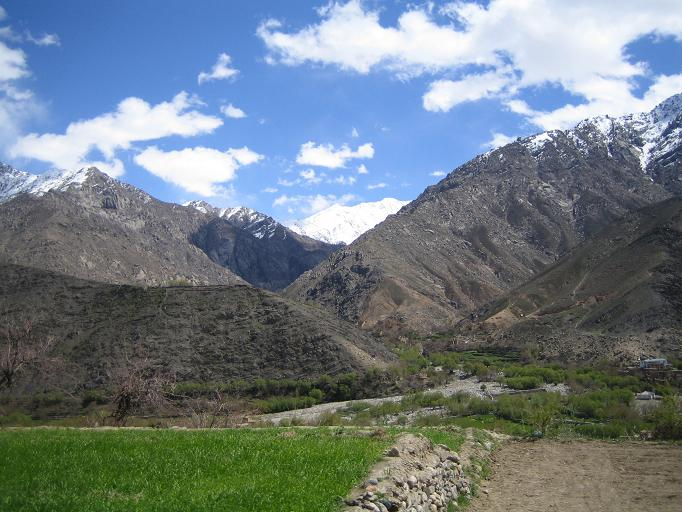
Wejście do Doliny Pandższiru

## Strategiczne znaczenie Doliny Pandższiru

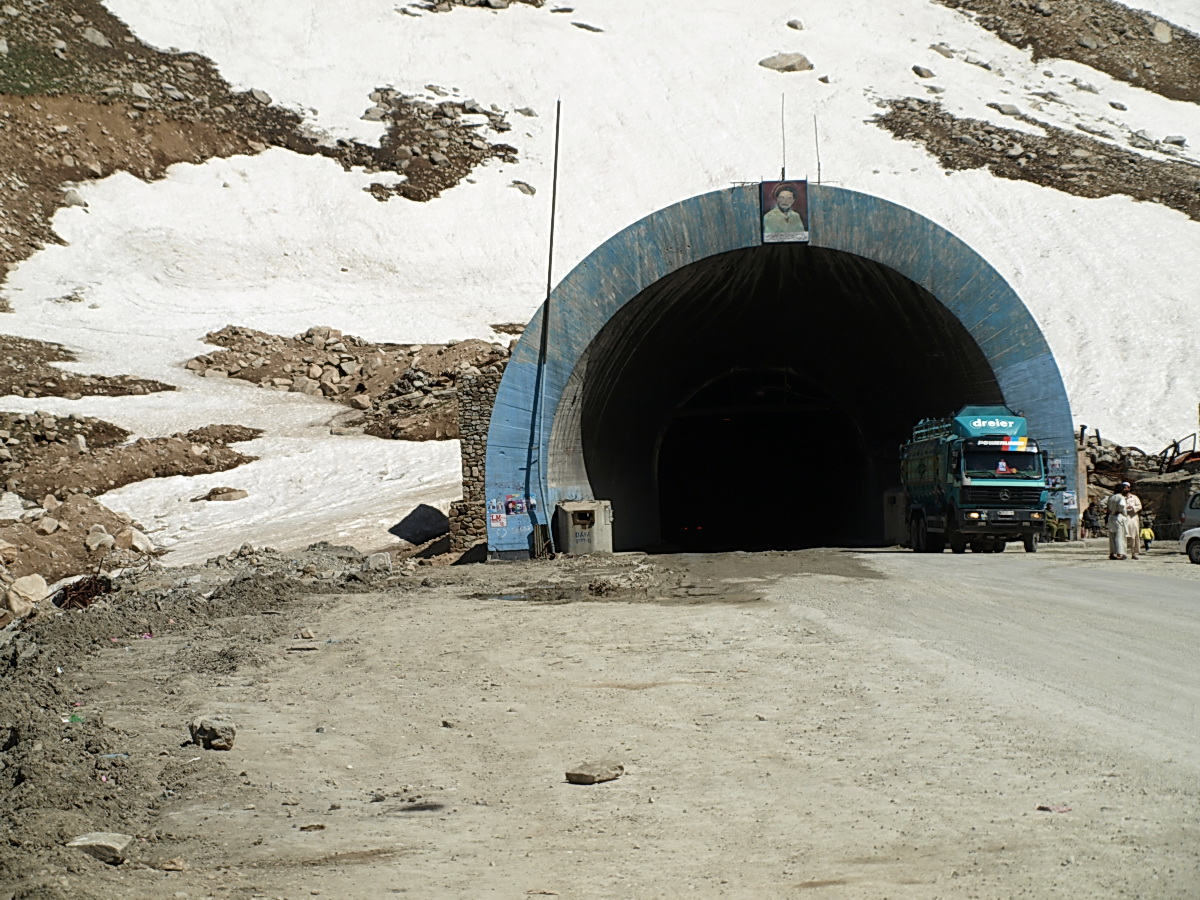
Tunel Salang

Brak dróg żelaznych (do momentu wybuchu wojny sieć kolejowa w tym kraju liczyła 46 km torów, wybudowanych jeszcze w okresie kolonii brytyjskiej), duży koszt przy stosunkowo niskiej wydajności transportu lotniczego, w latach interwencji radzieckiej skazywały Afganistan na transport kołowy. Wschodnią i centralna część Afganistanu zajmuje łańcuch gór Hindukuszu, który w praktyce rozdziela kraj na dwie części. Jedyna droga łącząca północną i południową część kraju, biegnie przez przełęcz Salang i blisko 3-kilometrowy tunel się w niej znajdujący. Leżąca na pn.-wsch. od Salang Dolina Pandższiru stanowiła naturalną bazę wypadową dla mudżahedinów, mogących nagłymi atakami niszczyć konwoje z zaopatrzeniem jadące z ZSRR, po czym wycofać się do bezpiecznych kryjówek. Mogli oni również atakować Bagram – największą radziecką bazę lotniczą w Afganistanie, mającą w założeniu ochraniać drogi biegnące przez Salang i Pandższir.

## Operacje
Wszystkie te działania były całkowicie bezcelowe. Prowadziliśmy ofensywę, i… oczywiście, mogliśmy wyprzeć buntowników z każdego terenu, co musiało nas kosztować. Ale jak tylko się wycofaliśmy, oni wracali. Tak po prostu.

W latach 1980–1986 Armia Radziecka przy wsparciu afgańskiej armii rządowej przeprowadziła w Dolinie Pandższiru trzynaście operacji przeciwpartyzanckich, z których dwie największe miały miejsce w 1982 i 1984 roku. Żadna z nich, pomimo nawet krótkotrwałych sukcesów (kilkakrotnie wyparto Masuda z Doliny i zniszczono dużą część jego infrastruktury oraz przechwycono duże ilości broni), nie zrealizowała swoich strategicznych celów, tj. trwale nie powstrzymała ataków mudżahedinów na Salang i Bagram.
Ostatnie oddziały radzieckie opuściły Dolinę 30 maja 1988 roku, wobec naporu wiosennej ofensywy oddziałów Masuda. Oznaczało to zakończenie trwających blisko dziesięć lat zmagań o kontrolę nad Doliną, podczas których 40 Armia przeprowadziła kilkanaście powodujących ogromne zniszczenia, właściwie nieudanych operacji pacyfikacyjnych.
- I operacja pandższirska (4 marca – 13 września 1980)
- II operacja pandższirska (październik/listopad 1980)
- III operacja pandższirska (3–5 marca 1981)
- IV operacja pandższirska (4–28 września 1981)
- V operacja pandższirska (10–29 maja 1982)
- VI operacja pandższirska (26 sierpnia – 16 września 1982)
- VII operacja pandższirska (19 kwietnia – 5 maja 1984)
- VIII operacja pandższirska (maj 1984)
- IX operacja pandższirska (czerwiec 1984)
- X operacja pandższirska (lipiec/sierpień 1984)
- XI operacja pandższirska (8 września – listopad 1984)
- XII operacja pandższirska (18 lipca – 6 sierpnia 1985)
- XIII operacja pandższirska (11–24 czerwca 1986)

Operacje w Pandższirze przeprowadzone w latach 1984–1985 w wielu opracowaniach rosyjskich i zachodnich traktowane są jako dwie ofensywy, a operacja z roku 1986 w ogóle pomijana. Stąd mowa w nich o tylko dziewięciu akcjach.

## Rozejm w Dolinie Pandższiru
O wiele więcej niż prowadzone z rozmachem operacje bojowe dawały Rosjanom pertraktacje z przywódcą mudżahedinów w Dolinie Pandższiru – Ahmadem Szahem Masudem. W styczniu 1983 roku Masud zawarł porozumienie z głównodowodzącym 40 Armii, gen. Wiktorem Jermakowem, które na blisko półtora roku (21 marca 1983 – 22 sierpnia 1983) zapewniło spokój w Dolinie. Przewidywało ono:
- zaniechanie przez partyzantów ataków na konwoje i posterunki w rejonie Salangu.

- pozostawienie w Anowarze (głównej bazie radzieckiej w Dolinie) 300 osobowego oddziału spadochroniarzy radzieckich i umożliwienie ich zaopatrywania droga lądową.

- zaniechanie przez siły radziecko-rządowe jakichkolwiek działań zaczepnych w Dolinie.

Kolejne propozycje rozejmu Masud otrzymywał w 1982, 1984, 1987 i 1988 roku, które jednak odrzucał, czując się panem sytuacji.
Mityczną wręcz nieuchwytność „Lwa Pandższiru” często tłumaczy się jego „układami” ze specsłużbami afgańskiej armii rządowej i 40 Armii. Miał podobno zawsze wiedzieć wcześniej o planowanych przeciwko niemu operacjach i ich przebiegu.